# Sennehknoten

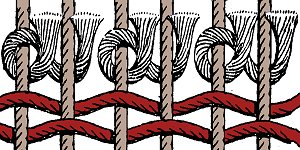
Asymmetrischer, nach rechts offener Knoten

Knüpfen eines asymmetrischen Knotens mit Hilfe eines Knüpfhakens

Der Sennehknoten ist ein asymmetrischer Einfachknoten, der bei der Herstellung handgeknüpfter Orientteppiche verwendet wird.
Hierbei wird der zur Herstellung des Flors verwendete Wollfaden so um zwei Kettfäden geschlungen, dass nur ein Ende eines Knotenfadens zwischen den beiden Kettfäden nach oben herausgezogen wird, während das andere Ende neben beiden Kettfäden frei nach oben herausgeführt wird. Das freie Ende des Fadens kann sowohl auf der rechten als auch auf der linken Seite des Kettfadens herausschauen, was als „nach rechts“ oder „nach links öffnend“ bezeichnet wird. Dies ist bedeutsam, weil bestimmte Regionen oder Stämme jeweils spezielle Knoten verwenden: Die asymmetrischen Knoten persischer Teppiche öffnen sich meist nach links, während sich in turkmenischen Teppichen der Knoten häufig nach rechts öffnet.
Obwohl diese Knotentechnik in allen Regionen verwendet wird, in denen Teppiche von Hand geknüpft werden, wird sie doch häufig mit persischen Teppichen in Verbindung gebracht. Der Begriff ist eigentlich irreführend, weil in der namengebenden persischen Stadt Senneh (heute Sanandadsch) traditionell der symmetrische „türkische“ Knoten Verwendung fand.
Bei der Analyse der Teppichstruktur kann die Verwendung asymmetrischer Knoten am besten erkannt werden, indem der Teppichflor senkrecht zum Verlauf der Kettfäden aufgebogen wird, so dass die Basis des Knotens freiliegt. Es lässt sich leicht herausfinden, nach welcher Richtung sich asymmetrische Knoten öffnen, indem mit der Hand der seitliche Strich des Teppichs bestimmt wird.
Eine Variante dieses Knotens, bei der ein Florfaden um mehr als zwei Kettfäden geschlungen wird, wird als Dschuftiknoten bezeichnet.